# Andrej Fursenko
Andrej Aleksandrovitj Fursenko (ryska: Андрей Александрович Фурсенко), född 17 juli 1949 i Leningrad, är en rysk fysiker, affärsman och politiker.
Andrej Fursenko är son till historikern Aleksandr Fursenko (1927–2008) och bror till affärsmannen Sergej Fursenko. Han utbildade sig i matematik och mekanik på Leningrads statliga universitet från 1966 och tog examen 1971. Han arbetade 1971–1991 på Ioffeinstitutet i Leningrad. Han disputerade i fysik 1990. Han försökte 1990/1991, då han var av en av vicecheferna på Ioffeinstitutet – tillsammans med kollegan Jurij Kovaltjuk och den tidigare Vladimir Jakunin – bilda ett kommersiellt företag inom institutet med syfte att kommersialisera dess vetenskapliga rön. När denna idé refuserades av chefen Zjores Alfjorov, lämnade Fursenko, Kovaltjuk och Jakunin institutet. Han grundade därefter ett antal företag inriktade på utnyttjande av vetenskapliga upptäckter.
Han äger en datja i Solovjovka i Priozerskijdistriktet i Leningrad oblast, på östra stranden av sjön Komsomolskoje på Karelska näset utanför Sankt Petersburg. Där ingick han från 1996, tillsammans med Vladimir Putin, Vladimir Jakunin, Jurij Kovaltjuk, dennes bror Sergej Kovaltjuk, Viktor Mjatjin (född 1961), Vladimir Smirnov och Nikolaj Sjamalov (född 1960), i datja-kooperativet och grindsamhället Ozero.
Andrej Fursenko var 2001–2003 biträdande minister och 2003–2004 minister för näringsliv, vetenskap och teknologi. Mellan 2004 och 2012 var han minister för utbildning av vetenskap.
Andrej Fursenko är gift och har sonen Aleksander.